# Vaccino PfSPZ
PfSPZ è un candidato vaccino contro la malaria sviluppato da Sanaria ottenuto a partire da sporozoiti non replicanti irradiati.
Il nome PfSPZ è composto da due acronimi: Plasmodium falciparium (Pf) e sporozoiti (SPZ).
I test clinici condotti finora sono promettenti, ma sono state mosse alcune critiche riguardo alla produzione e alla somministrazione su larga scala del vaccino in Africa, dato che deve essere conservato in azoto liquido (a una temperatura pari o inferiore a -195,79 °C, o 77 K).

## Storia
Risalgono alla prima metà del Novecento i primi tentativi di proteggere gli esseri umani dalla malaria.
Lo sviluppo di vaccini batterici da parte di Pasteur aveva fatto sperare di poter debellare questa malattia letale, ma gli sporozoiti della malaria disattivati mediante formalina non erano in grado di fornire la protezione necessaria.
Nel 1948 vennero utilizzati merozoiti disattivati con un adiuvante per impedire che la malaria uccidesse un gruppo di scimmie. Ciononostante a causa dell’alta tossicità dell’adiuvante e dell’impossibilità di ottenere un sufficiente numero di parassiti dal sangue umano si sono interrotti gli sforzi in questa direzione.
Alcune ricerche condotte nel 1967 hanno dimostrato che gli sporozoiti della malaria irradiati (estratti dalle ghiandole salivarie delle zanzare infette) inducevano una risposta immunitaria nei topi, senza dover aggiungere l’adiuvante. Risultati simili sono stati raggiunti anche in alcuni test clinici sugli esseri umani condotti su alcuni volontari. I topi e gli esseri umani non hanno contratto la malaria perché le zanzare e gli sporozoiti erano stati irradiati, e le cellule del loro sistema immunitario avevano innescato una risposta immunitaria in grado di proteggerli dall’infezione. Questo approccio però non è stato portato avanti a causa delle difficoltà nell’ottenere un numero sufficiente di sporozoiti e nel prelievo dei parassiti.
In seguito, grazie agli adiuvanti moderni e alla possibilità di prelevare singolarmente le proteine dai parassiti, si è trovato un nuovo modo per sviluppare un vaccino contro la malaria. Attualmente il vaccino a subunità più avanzato è RTS,S, che si basa sulle proteine presenti sull’involucro degli sporozoiti di Plasmodium falciparium, e che è nella fase III dei test clinici. Questo vaccino è in grado di proteggere circa il 50% delle persone sottoposte a infezione da malaria umana controllata (CHMI) 2-3 settimane dopo l’ultima immunizzazione e circa il 23% 5 mesi dopo l’ultima immunizzazione. Nella fase III di un test clinico condotto su larga scala in Africa, RTS,S/AS01 ha ridotto le infezioni da malaria del 31,3% e del 36,6% nell’arco di 12 mesi.
Nel 2003 Sanaria ha condotto alcuni test durante i quali gli sporozoiti di falciparum venivano estratti manualmente dalle ghiandole salivari delle zanzare, e in seguito irradiati e conservati prima dell’inoculazione con un obiettivo preciso: sviluppare e mettere in commercio un vaccino PfSPZ attivo sotto il profilo metabolico e non replicante.
Durante i test su volontari umani PfSPZ è stato somministrato per via subcutanea o intradermica, suscitando una modesta risposta immunitaria. Quando invece è stato somministrato per via endovenosa in primati non umani o topi ha portato le cellule T citotossiche a produrre IFNγ. Si ritiene che queste cellule T costituiscano il meccanismo immunologico principale per contrastare la malaria nel fegato.
Nel 2014 Sanaria ha promosso una campagna su Indiegogo per sviluppare un robot in grado di dissezionare le ghiandole salivari delle zanzare con l’obiettivo di accelerare e facilitare la preparazione e lo sviluppo del vaccino. La raccolta fondi però si è conclusa raggiungendo la somma di 45.024$ a fronte dell’obiettivo di 250.000$.
Nel 2016 la Food and Drug Administration statunitense ha garantito al candidato vaccino PfSPZ la “fast track”, una designazione che permette di facilitare lo sviluppo di alcuni medicinali di particolare importanza.

## Meccanismo d'azione
Le cellule T citotossiche hanno un ruolo essenziale nel neutralizzare il Plasmodium che si sviluppa nel fegato. Nei topi e nelle scimmie che avevano ricevuto anticorpi monoclonali anti-CD8 questo tipo di vaccino non ha funzionato. Al termine dell’applicazione di anticorpi la protezione si è riattivata. Il Plasmodium viene iniettato dalle zanzare infette nel sangue dell’ospite sotto forma di sporozoiti, che arrivano al fegato e invadono le cellule epatiche, all’interno delle quali si riproducono dando origine a decine di migliaia di merozoiti in ogni cellula. RTS,S è in grado di fermare la malaria in circolo dopo l’iniezione. Il vaccino PfSPZ invece si basa su sporozoiti attenuati, che sono attivi e arrivano alle cellule epatiche, dove le cellule T citotossiche che producono IFNγ vengono attivate. La quantità di cellule T CD3+CD4+, CD3+CD8+, CD3+γδ specifiche a PfSPZ dipendono dalla dose somministrata. Cellule T CD3+CD8+ specifiche a PfSPZ sono state trovate in 7 soggetti vaccinati su 12 in alcuni test clinici condotti su alcuni volontari. Nella maggior parte delle persone queste cellule sono necessarie per garantire la protezione e si trovano soprattutto nel fegato a causa della resistenza degli antigeni del parassita e vengono immagazzinate come cellule di memoria residenti nel tessuto.

## Test clinici
Nel 2013 sono stati condotti i primi due test clinici nei quali PfSPZ è stato somministrato per via endovenosa. Test precedenti sulla somministrazione intradermica e sottocutanea non avevano suscitato una risposta immunitaria adeguata. Nel 2014 la fase I di un test clinico sul vaccino PfSPZ ha mostrato che più della metà dei partecipanti rimaneva protetta dalla malaria per oltre un anno dopo la fine dei test. Uno studio pubblicato nel 2017 ha riportato che in seguito alla somministrazione di tre dosi di PfSPZ-CVac la protezione era completa dopo 10 settimane. Nell’aprile 2019 è stato annunciato l’inizio della fase III di un test clinico nell’isola di Bioko, cominciato all’inizio del 2020.